# Juan Manuel Pintos

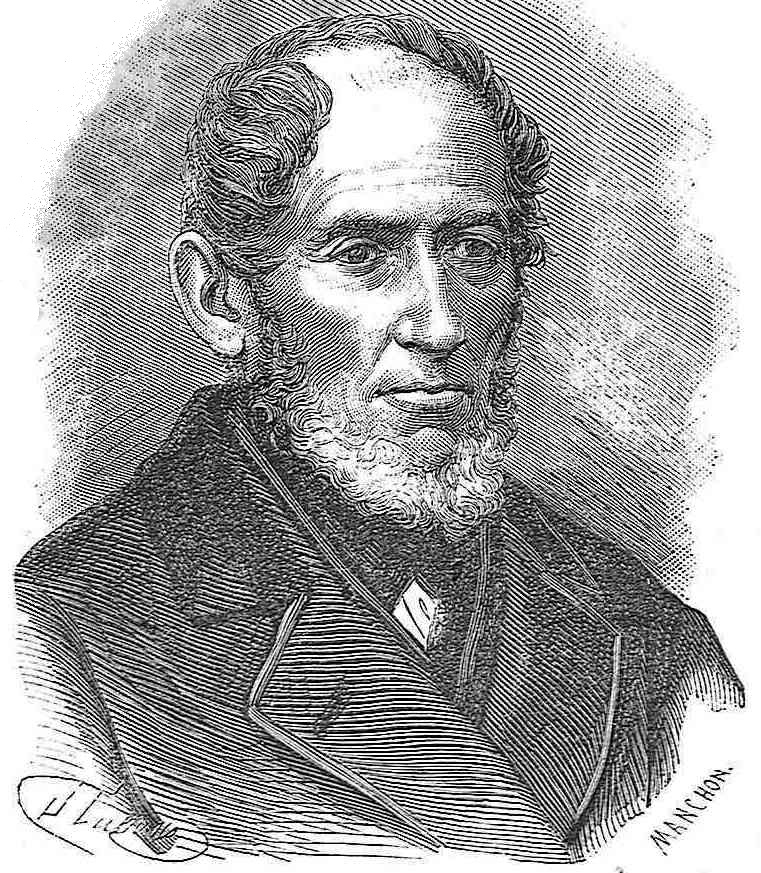
Juan Manuel Pintos.

Juan Manuel Pintos Villar (Pontevedra, 1811 - Vigo, 1876), escritor y lexicógrafo español en castellano y gallego.
Estudió humanidades con los dominicos de la La Coruña y Derecho en la Universidad de Santiago de Compostela. Fue juez en Cambados y Pontevedra. Registrador de la propiedad en Vigo. Autor de A gaita galega (1853), en prosa y verso, dividida en siete partes, en las cuales va reconstruyendo la vida campesina de la región, intentando reflejar las variantes del habla popular gallega. Destaca su idilio bucólico en verso "Antonio e Margarida". Se considera a Pintos, junto al poeta social Manuel Curros Enríquez, a Eduardo Pondal y a Rosalía de Castro, uno de los impulsores del Rexurdimento. Como filólogo reunió muchos materiales léxicos hasta un total de catorce mil voces, pero no llegó a publicarlos. Una copia manuscrita de alrededor de 1865 se conserva en la Real Academia Galega con el título Vocabulario gallego-castellano. Hay noticias de que Pintos comenzó este trabajo en 1853.  Existe una versión electrónica del mismo debida a Margarita Neira López y Xesús Riveiro Costas. 
Pintos se declaraba a favor de crear una koiné, o lengua común, en vez de promocionar a lengua literaria cualquiera de los dialectos gallegos,[cita requerida] lo que llevará a cabo la Real Academia Galega, fundada en 1906.